# 24140 Evanmirts
24140 Evanmirts este un asteroid din centura principală de asteroizi.

## Descriere
24140 Evanmirts este un asteroid din centura principală de asteroizi. A fost descoperit pe 5 noiembrie 1999 la Socorro, New Mexico, în cadrul proiectului LINEAR. Asteroidul prezintă o orbită caracterizată de o semiaxă mare de 2,22 ua, o excentricitate de 0,18 și o înclinație de 7,2° în raport cu ecliptica.